# Wallons
Cet article concerne l'identité wallonne. Pour les autres significations, voir Wallon (homonymie).
Les Wallons sont les habitants de la Région wallonne (également appelée Wallonie) dont le territoire couvre les régions belges de langues française et allemande. La majorité des Wallons parlent le français. La langue wallonne est parfois pratiquée dans des activités littéraires, musicales et théâtrales.

## Ethnonymie
Le terme Wallon vient de Walh, très vieux mot germanique utilisé par les Germains pour désigner les populations celtophones ou romanes.
Selon les régions, Walh s'est transformé, notamment par des emprunts à d'autres langues, et son sens a été réduit. C'est le cas de Wallon qui fut créé dans le roman avec d'autres termes apparentés mais les a très vite supplantés.
Sa plus ancienne trace écrite remonte à 1465 dans les Mémoires de Jean, sire de Haynin et de Louvignies, où Jean de Haynin désigne les populations romanes des Pays-Bas bourguignons.
La portée sémantique se réduira encore un peu plus sous le régime français, puis à l'époque du royaume uni des Pays-Bas et l'indépendance belge pour ne plus désigner que les Belges de langue romane.
Le clivage linguistique dans la politique belge et l'apparition du mouvement wallon ajouteront « un contenu conceptuel et affectif » au mot Wallon, qui désigne à présent les habitants de la Wallonie - terre unilingue francophone - en opposition directe au mot Flamand (qui désigne à présent Flamands - terre unilingue néerlandophone).

## Origines génétiques des Wallons
L’haplogroupe qui est le plus représenté en Belgique est l'Haplogroupe R1b, réparti de manière égale entre la sous-clade germanique R1b-U106 et la sous-clade italo-celtique R1b-P312. La moitié des Belges R1b-P312 appartiennent à la sous-clade U152 (S28) associé aux Celtes de La Tène, aux Gaulois et aux Romains, avec une fréquence plus élevée en Wallonie (16 %) et au Luxembourg (14 %) qu'en Flandre (10 %). La Wallonie a un pourcentage plus élevé de U106 véritablement germanique/nordique (67 %) que la Flandre (56 %), bien que la Flandre ait un pourcentage légèrement supérieur de U106 au total. Cela peut s’expliquer par le fait que l’ascendance germanique des Flamands est un mélange de Francs (du Danemark) et Saxons (du nord de l’Allemagne), tandis que le côté germanique des Wallons est uniquement d'origine franque. L'haplogroupe T1a est une lignée néolithique apparue dans le croissant fertile, qui s'est probablement étendue à la Grèce et à l'Italie au cours des âges du bronze et du fer, avant de venir dans le Benelux avec les Romains. Le T1a est considérablement plus élevé en Wallonie (6,4%) qu'ailleurs.

## Diaspora wallonne
Au cours de l'histoire, des Wallons ont quitté leur pays pour des raisons économiques, politiques ou religieuses.
Depuis le XIe siècle, les grandes villes le long de la Meuse, par exemple, Dinant, Huy et Liège, faisaient du commerce avec l'Allemagne, où les Wallengassen (quartiers wallons) étaient fondés dans certaines villes. À Cologne, les Wallons étaient la communauté étrangère la plus importante, comme en témoignent trois routes nommées Rue Wallonne dans la ville. Au XIIIe siècle, la colonisation médiévale allemande de Transylvanie (centre et nord-ouest de la Roumanie) comprend également de nombreux Wallons. Des noms de lieux tels que Wallendorf (village wallon) et des noms de famille tels que Valendorfean (paysan wallon) peuvent être trouvés parmi les citoyens roumains de Transylvanie.
Au XIVe siècle, les guerres de Liège menées dans le cadre de la conquête bourguignonne ont entrainé la fuite d'une partie des habitants de Dinant vers Aix-la-Chapelle. Des communautés wallonnes durables et indépendantes ont été établies au XVIe et XVIIe siècles en Angleterre, dans le Palatinat, à Francfort, dans les Provinces-Unies, à New-York et surtout en Suède. Les Wallons furent à l'origine de l'industrie métallurgique suédoise dès le XVIIe siècle et la langue wallonne resta parlée en certaines régions jusqu'au XIXe siècle[réf. nécessaire]. Le choc de l’émigration wallonne en Suède s’est révélé durable, jusqu’à incarner le mythe d’un wallon, héros syndical, qui ne correspond pas à la réalité historique des XVIIe et XVIIIe siècles ni à la réalité des années 1920 en Suède.
Vers 1920, à une époque où la présence wallonne tend à s’effacer, naît dans le journal du syndicat des métallurgistes suédois le mythe du travailleur wallon à la fois fort et doté d’une vive conscience de classe transposé dans le passé. Ce journal, Metallarbetaren, écrit ces lignes étonnantes : « Les Wallons sont plus forts que les Flamands (les habitants néerlandophone de la Belgique), plus maigres, plus nerveux, plus sains, et ils vivent plus longtemps. Leur habileté et leur professionnalisme sont supérieurs à ceux des Flamands. Ils dépassent les Français en ténacité et ardeur – qualités qui ont favorisé leur immigration en Suède. Mais leur impétuosité passionnée les fait ressembler au peuple français. » (3 juin 1922). Au XIXe siècle, une importante immigration a entraîné la création de communautés wallonnes aux États-Unis (en Pennsylvanie et au Wisconsin). À la même époque, un grand nombre de jeunes industriels wallons partent s'installer en Allemagne pour y développer l'industrie, notamment à Aix-la-Chapelle et Düsseldorf.

## Statut juridique et institutionnel
À la suite de la fédéralisation de la Belgique, des entités fédérées ont été créées, à la fois des Communautés et des Régions. L'une d'elles s'appelle la Région wallonne et ses habitants sont appelés des Wallons.
Au 1er janvier 2007, il y avait 3 435 879 Wallons en Région wallonne. La majorité d'entre eux sont des Belges francophones mais la population comprend également des Belges germanophones dans l'Est du pays, des Belges néerlandophones principalement dans les communes à facilités le long de la frontière linguistique ainsi que des ressortissants de différents pays européens et des immigrés de diverses origines, notamment une importante communauté italienne.

## Construction identitaire
Selon une première interprétation, les Wallons sont un groupe ethnique distinctif en Belgique et aussi selon les seuls critères anthropologiques historiques et politiques en Europe. Cependant, d'autres critères communs tels que la langue, la religion, les traditions, le folklore les associent culturellement aux Français,, bien qu'une culture wallonne existe.
Selon Philippe Destatte, les Wallons partagent une « identité construite » basée sur les idées du Mouvement wallon.
Selon une seconde interprétation, les Wallons ne se distinguent des Flamands que par la langue, l'identité régionale vit en symbiose avec l'identité nationale belge. À la suite d'un sondage sur les sentiments d’appartenance des Belges, le professeur de sociologie Marc Jacquemain écrivait :
« Le cœur de l’identité wallonne est là : ce n’est pas une identité à prétention exclusive ou même hégémonique. C’est une identité qui vit en symbiose avec l’identité belge : massivement, en Wallonie on est Wallon et Belge. »
L'identité wallonne, telle qu'elle est définie par le mouvement wallon, est une identité construite basée principalement sur la Wallonie et la langue française. Philippe Destatte écrit à propos de cette identité :

« L'identité wallonne ou, plutôt, le processus d'identification des Wallonnes et des Wallons, constitue une recherche cognitive, celles des efforts fournis par les habitants du sud francophone de la Belgique pour s'affirmer Wallons, non par phénomène de révélation transcendantale - il n'y a pas d'identité naturelle qui s'imposerait à nous par la force des choses -, mais en réalisant un travail de définition et de construction de ce qu'ils sont et surtout de ce qu'ils veulent devenir. Notre combat est d'abord un combat contre nous-mêmes, écrivait François Perrin en 1971. »

### La Wallonie
Pour les membres du mouvement wallon, les Wallons se définissent avant tout par leur «identité territoriale» liée à la Wallonie : « La Wallonie définit comme Wallons tous ses habitants, quelle que soit leur origine. » Il n'y a d'identité wallonne que par la reconnaissance de l'existence de la Wallonie. Reconnaissance de la Wallonie à la fois comme une « Terre romane » et comme un projet de société : « la Wallonie est une société à faire, c'est en la faisant que les Wallons prendront conscience de leur identité ».

### La langue française
Le mouvement wallon est attaché à la langue et la culture françaises. Il ne considère pas les dialectes belgo-romans, en particulier les dialectes wallons, comme déterminant de l'identité wallonne mais bien le français : « Ce n'est donc pas le dialecte [wallon] qui crée le trait d'union entre tous les Wallons, mais bien le français ». Les militants wallons considèrent les Wallons comme une « communauté de langue française » autour de concepts de Francité ou de Romanité :

« Les concepts de 'francité' ou 'romanité' sont largement répandus dans le milieu du MW d'aujourd'hui. Ils visent une communauté linguistique romane à laquelle les Wallons auraient 'toujours' appartenu, c'est-à-dire depuis la période gallo-romaine. Il est frappant dans ce contexte que les wallingants n'aient jamais lutté pour la reconnaissance du wallon comme langage standard. En effet, certainement depuis le XIXe siècle, les nations doivent disposer, non seulement d'un territoire propre, mais aussi, d'un langage unifié prestigieux. Un dialecte taxé de variante linguistique ne suffit pas. Le prestige du français présentait un avantage certain dans la lutte contre le MF [Mouvement flamand]. »

Certains militants wallons, comme Jean-Maurice Rosier, pensent pourtant qu'il est impossible de fonder l'identité wallonne sur la langue.

### Identité citoyenne
Pour le mouvement wallon, s'inscrivant dans la tradition intellectuelle de la Révolution française, l'identité wallonne est une identité citoyenne, basée sur des valeurs républicaines et sociales, que les militants wallons opposent à une identité ethnique, particulièrement celle proposée par le Mouvement flamand.
Philippe Destatte avait insisté en 1994, lors d'un colloque tenu à Namur et consacré à la pensée de Jean-Marc Ferry, sur la nature de cette identité : « Voilà un certain nombre de valeurs : l’attachement à la démocratie, l’universalité, etc., pour construire une identité. Celle-ci ne sera pas idéaliste, mais concrète parce qu’elle détermine un certain nombre de valeurs positives. Cette identité, nous allons essayer de la cultiver tout en sachant bien qu’elle est artificielle mais nécessaire... ».
La politologue Anny Dauw considère que le mouvement wallon, quand il parle de l'identité wallonne, s'inscrit dans la tradition intellectuelle française :

« Il ne peut être question d'une identité culturelle de type ethnique où l'accent serait mis soit sur une histoire commune, soit sur une langue commune soit encore sur un caractère commun. Il s'agit d'une identité culturelle où l'accent est mis sur la « volonté » des personnes. Car ce qui est important dans la tradition française, ce n'est pas ce que les gens sont, mais ce qu'ils veulent. »

L'artificialité de cette identité culturelle à construire est également reconnue par les politiciens, notamment le Ministre-Président de la Région wallonne, Robert Collignon, qui déclare en 1996 qu'il faut créer l'identité culturelle wallonne sur base de la dimension territoriale et juridique de la Région wallonne, à défaut d'une identité wallonne historique.

## Langues
Les locuteurs de langue wallonne peuvent être désignés par le terme Wallons. Les locuteurs des autres langues endogènes de la Belgique romane ne sont donc pas toujours considérés comme Wallons, même s'ils font partie de la Wallonie selon les militants wallons : 
« Pour nous, Wallons, Lorrains et Picards qui, de Tournai à Malmedy et de Mouscron-Comines à Virton, formons ce que l'on appelle la Wallonie, l'heure est venue d'affirmer notre véritable nationalité : la nationalité française. »
D'autre part, il y a une identification linguistique chez les personnes non-wallonophones comme dans les régions picardophones de la Belgique romane où les gens dans « le Borinage ou le Tournaisis en Belgique sont fiers de se dire picard(s) ».